# یکی پیدا شد
یکی پیدا شد (به هندی: Koi... Mil Gaya) فیلمی محصول سال ۲۰۰۳ و به کارگردانی راکیش روشن است. در این فیلم بازیگرانی همچون ریکا، ریتیک روشن، پریتی زینتا، راجت بیدی، جانی لور، پریم چوپرا، موکش ریشی، بینا بانرجی، راکیش روشن ایفای نقش کرده‌اند.
این فیلم با الهام از فیلم ئی.تی. موجود فرازمینی ساخته شده‌است. همچنین این فیلم نخستین قسمت از سری فیلم‌های کریش می‌باشد و فیلم‌های کریش و کریش ۳ دنباله آن هستند.

## داستان
روهیت مهرا (هریتک روشن) یک پسر عقب مانده است است و با آن که بسیار بزرگ شده‌است اما هر سال در کلاس هفتم رفوزه می‌شود. مدیران مدرسه می‌خواهند او را اخراج کنند اما به اصرار مادرش قبول می‌کنند او یک سال دیگر در مدرسه درس بخواند. روزی یک دختر به نام نیشا(پریتی زینتا) از روهیت و همکلاسی‌های او آدرس محلی را می‌پرسد ولی آن‌ها او را سرکار می‌گذارند و به جای اشتباهی می‌برند.
مادر روهیت (ریکا) پس از اطلاع از موضوع از او می‌خواهد تا از آن خانم عذرخواهی کند. وقتی روهیت برای عذرخواهی می‌رود نیشا که فکر می‌کند روهیت برای اذیت کردن او آمده از دوستانش می‌خواهد تا او را اذیت کنند. بعد از این اتفاق مادر روهیت(ریکا) نیشا را برای این رفتارش سرزنش می‌کند و نیشا از آن پس به روهیت محبت می‌کند و با او دوستی می‌کند.
روهیت با کمک کامپیوتر پدرش که یک دانشمند بوده با فضایی‌ها ارتباط برقرار می‌کند آن‌ها به زمین می‌آیند اما یکی از فضایی‌ها در زمین جا می‌ماند. روهیت و نیشا او را درجنگل پیدا می‌کنند و اسمش را جادو می‌گذارند و این موجود فضایی را در انباری پنهان می‌کنند. هم کلاسی‌های روهیت به‌طور اتفاقی به حضور موجود فضایی پی می‌برند اما قول می‌دهند تا چیزی نگویند.
روهیت بعد از شنیدن خبر ازدواج نیشا و راج بسیار ناراحت می‌شود و با مادرش درد و دل می‌کند مادرش به او می‌گوید وقتی روهیت را حامله بوده تصادف کرده‌اند برای همین او با بقیه فرق دارد ونمی تواند دوست نیشا باشد. جادو که این حرفها را می‌شنود به روهیت قدرت خارق‌العاده می‌دهد او هم باهوش وهم قوی می‌شود و راج را باکمک همکلاسی‌هایش در مسابقه بسکتبال شکست می‌دهد.
بازرس خان(موکش ریشی) که هنوز به دنبال موجود فضایی می‌گردد متوجه می‌شود که این موجود در خانه روهیت است پس به آن جا می‌رود و موجود فضایی را دستگیر می‌کند، اما روهیت جادو را پس از مدتی کوتاه پیدا می‌کند و او را آزاد می‌کند و پس از ارتباط با فضایی‌ها، آن‌ها به دنبال جادو می‌آیند و او به سیاره خودش می‌رود. بارفتن جادو قدرت‌های روهیت هم ازبین می‌رود و او همان آدم سابق می‌شود. دادگاه به دلیل توان کم ذهنی روهیت را بی گناه تشخیص می‌دهد و آزاد می‌شود.
پس از آزادی راج و دوستانش روهیت را که ضعیف شده تهدید می‌کنند اما دوباره در همان لحظه نوری در فضا دیده می‌شود وقدرت‌های روهیت به او بازگردانده می‌شود، روهیت موفق به دفاع از خودش می‌شود و نیشا به او می‌گوید جادو قدرت تو را دوباره بازگرداند. در پایان روهیت و نیشا دست یکدیگر را می‌گیرند و زندگی جدیدی را آغاز می‌کنند.

## بازیگران
- ریکا در نقش سونیا مهرا
- ریتیک روشن در نقش روهیت مهرا
- پریتی زینتا در نقش نیشا
- پریم چوپرا در نقش هاربانس ساکسانا
- راجت بیدی در نقش راج ساکسانا
- جانی لور در نقش چلرام سوکهاوانی
- موکش ریشی در نقش بازرس خورشید خان
- نیلی چاترا والی در نقش معلم کامپیوتر
- راکیش روشن در نقش سانجی مهرا
- بینا بانرجی در نقش ایندو